# Masashi Motoyama
Masashi Motoyama (n. 20 iunie 1979) este un fotbalist japonez.

## Statistici
| Japonia | Japonia | Japonia |
| An      | Meciuri | Goluri  |
| ------- | ------- | ------- |
| 2000    | 3       | 0       |
| 2001    | 0       | 0       |
| 2002    | 0       | 0       |
| 2003    | 3       | 0       |
| 2004    | 12      | 0       |
| 2005    | 8       | 0       |
| 2006    | 2       | 0       |
| Total   | 28      | 0       |